# نمایش عجایب
نمایش عجایب یا نمایش گیک (انگلیسی: Geek show) نوعی نمایش در کارناوال‌های سیار و سیرکهای قدیمی ایالات متحده آمریکا بود و اغلب بخشی از یک نمایش فرعی بزرگتر محسوب می‌شد.
هنرنمایی فرد عجیب و غریب یا به قولی جوجه‌خوار (گیک) شامل یک فرد می‌شد که در وسط صحنه مرغ‌های زنده را دنبال می‌کرد. این نمایش با گاز گرفتن سر مرغ‌ها و بلعیدن آن‌ها توسط اجراکننده پایان می‌یافت. نمایش‌های گیک یا همان «مَشَنگ‌بازی» و «جوجه‌خواری» اغلب به عنوان پیش‌درآمدی برای نمایش عجیب‌الخلقه‌ها استفاده می‌شد.
متخصصان سیرک و کارناوال به خود می‌بالیدند که با گروه‌هایی که جوجه‌خوار (گیک) داشتند همکاری نمی‌کردند. گیک‌ها معمولاً افرادی معتاد به الکل یا مواد مخدر بودند که دستمزدشان را با مشروب (به‌ویژه در دوران ممنوعیت الکل در آمریکا) یا مواد مخدر دریافت می‌کردند.
امروزه، اصطلاح «نمایش گیک» برای توصیف موقعیت‌هایی به کار می‌رود که در آن تماشاگران به یک نمایش یا اجرا که شامل صحنه‌های وحشتناک است جذب می‌شوند، اما در نهایت از آن لذت می‌برند. همچنین، این اصطلاح ممکن است توسط فردی به کار رود که تجربه‌ای را برای خود تحقیرآمیز می‌داند، اما دیگران آن را سرگرم‌کننده می‌بینند.

## اشاره در فرهنگ عامه
عجیب‌الخلقه‌ها (۱۹۳۲) یک فیلم ترسناک با سابقه طولانی بحث‌برانگیز است، زیرا از بازیگران واقعی کارناوال استفاده کرده است. در اکران اولیه، این فیلم تنها فیلم مترو گلدوین مایر بود که قبل از اتمام اکران داخلی از سالن سینماها حذف شد.
در فیلم فیلم نوآر کلاسیک کوچه کابوس (فیلم ۱۹۴۷) (۱۹۴۷)، براساس رمان ۱۹۴۶ به همین نام نوشته ویلیام لیندسی گرشام، تایرون پاور نقش یک جارچی در یک کارناوال را بازی می‌کند که شامل یک گیک است که سر مرغ‌های زنده را گاز می‌گیرد. شخصیت پاور بعداً به عنوان یک شارلاتان ذهن‌خوان موفق می‌شود، اما سپس به الکلیسم مبتلا می‌شود و برای زنده ماندن در یک نمایش دیگر، به جعل هویت یک گیک می‌پردازد. (بردلی کوپر همین شخصیت را در کوچه کابوس بازی می‌کند). گرشام در یکی از کتاب‌های غیرداستانی خود، Monster Midway، جزئیات بیشتری از فرایند مجبور کردن یک فرد معتاد به الکل یا مواد مخدر برای مشنگ‌بازی در نمایش در ازای دریافت مواد را شرح می‌دهد.
در ترانه "Ballad of a Thin Man" باب دیلن، از آلبوم "بازدید دوباره با بزرگراه ۶۱" (۱۹۶۵)، در بند سوم به گیک اشاره می‌شود. این ترانه خطاب به آقای جونز "ساده" است که نمی‌تواند با انقلاب ضدفرهنگی جوانان اطرافش کنار بیاید:
>تو بلیطت را تحویل می‌دهی
>و می‌روی گیک را تماشا می‌کنی
>که به محض شنیدن صدایت به سمت تو می‌آید
>و می‌گوید: "چه حسی دارد
>که چنین عجیب و غریبی باشی؟"
>و تو می‌گویی: "غیرممکن است"
>همزمان که او به تو یک استخوان می‌دهد.
در رمان «دنیای شگفتی‌ها» (۱۹۷۵) اثر رابرتسون دیویس، راوی، پل، تعریف می‌کند که چگونه در کودکی توسط ویلارد، یک شعبده‌باز کارناوال، ربوده و مورد آزار و اذیت قرار گرفته است. پل در نهایت به یک شعبده‌باز مشهور جهانی تبدیل می‌شود، در حالی که ویلارد به یک گیک تنزل پیدا می‌کند.
در سریال تلویزیونی «استارسکی و هاچ» (۱۹۷۶)، هاگی به استارسکی و هاچ می‌گوید که فردی که به دنبالش هستند، مونتی وورهیز، قبلاً یک گیک بوده است. استارسکی برای هاچ توضیح می‌دهد که گیک چیست. او همچنین ادعا می‌کند که گیک‌ها در سال ۱۹۳۲ یک اتحادیه تشکیل دادند، که بعداً اعتراف می‌کند که این را از خودش درآورده است. «خب، فرض کنید تنها چیزی که به شما می‌پرداختند سر مرغ بود.» (قسمت «شکارچی جایزه»، فصل ۱، قسمت ۲۲)
جو کولمن، هنرمند، در دهه ۱۹۸۰ به عنوان بخشی از نمایش خود به عنوان دکتر مومبوزو، سر موش‌های سفید را گاز می‌گرفت. او عمدتاً نمایش «بمب انسانی» را اجرا می‌کرد و در پایان خود را منفجر می‌کرد، اما برای نوبت خود به عنوان گیک، با جوندگان نیز اجرا می‌کرد.
فیلم «لوتر گیک» (۱۹۹۰) محصول تروما، دربارهٔ یک گیک به نام لوتر است که در نهایت به یک قاتل تبدیل می‌شود و سر قربانیان خود را گاز می‌گیرد.
یک نمایش گیک در رمان «عشق گیک» کاترین دان (۱۹۸۹) دیده می‌شود. کریستال لیل، مادر خوش‌تیپ عجیب‌الخلقه‌ها، در زمان استراحت تابستانی خود از دانشگاه، در حین اجرای گیک با پدرشان آشنا شد. آلوسیوس، صاحب سیرک سیار، می‌گوید که پسران کالج اغلب در تعطیلات تابستانی خود به عنوان گیک تور می‌رفتند، اما با دیدن کریستال لیل دوست‌داشتنی و اشتیاق او، استثنا قائل شدند. کریستال در حین تعریف خاطرات خود به عنوان یک گیک، به این نکته اشاره می‌کند که دندان‌هایش از گاز گرفتن سر مرغ‌ها چقدر آسیب دیده است.
در قسمت ۱۹۹۳ سریال «بیویس و بات‌هد» با عنوان "At the Sideshow"، بیویس و بات‌هد به یک کارناوال می‌روند، با کارکنان آنجا به مشکل برمی‌خورند و مجبور می‌شوند به عنوان دوقلوهای به هم چسبیده جوجه‌خوار به نمایش‌های فرعی بپیوندند.
در قسمت ۱۹۹۵ سریال «پرونده‌های ایکس» با عنوان "Humbug"، بازیگر واقعی نمایش‌های فرعی The Enigma نقش یک جوجه خوار تقریباً لال به نام "The Conundrum" را بازی می‌کند. یکی از کارگران نمایش‌های فرعی، با توجه به دیدگاه کلاسیک نسبت به سیرک یا حتی دیگر بازیگران نمایش‌های فرعی، The Conundrum را "نه خیلی آموزش دیده و نه حرفه‌ای، فقط… نامناسب" می‌نامد. در قالب واقعی یک جوجه‌خوار، تمایل The Conundrum به خوردن هر چیزی نقش مهمی در حل معمای این قسمت دارد.
در قسمت ۱۹۹۸ سریال «سیمپسون‌ها» با عنوان "Bart Carny"، از هومر و بارت خواسته می‌شود تا برای پرداخت بدهی‌شان در یک نمایش جوجه‌خواری اجرا کنند: "شما فقط سر جوجه‌ها را گاز می‌گیرید و تعظیم می‌کنید".
در «Marvel Noir»، نورمن آزبورن همه افرادش را از جاذبه‌های مختلف نمایش‌های فرعی استخدام کرده است. کرکس (کمیک) قبلاً یک جوجه خوار بود و به نظر می‌رسد که وجدانش را از دست داده است، زیرا عمو بن را بلعید.
در فیلم «The Wizard of Gore» نمایشی وجود دارد که با "The Geek" (با بازی جفری کمبس) که در حال خوردن حشره‌ها و سپس گاز گرفتن سر یک موش است، آغاز می‌شود.
در دو قسمت اول «داستان ترسناک آمریکایی: نمایش عجایب»، یک جوجه‌خوار به نام Meep (با بازی بن وولف) وجود دارد که در نمایش عجایب سر جوجه‌های کوچک را گاز می‌گیرد. او در نهایت به اشتباه دستگیر و توسط زندانیان دیگر در زندان به قتل می‌رسد.
در سریال تلویزیونی اچ‌بی‌او در سال ۲۰۰۳ «کارنیوال»، پدر بن هاوکینز، هنری اسکادر، از ارتش اتریش-مجارستان فرار کرد و به آمریکا گریخت، جایی که در نهایت تسلیم الکلیسم شد و به عنوان یک جوجه‌خوار نمایش‌های فرعی در کارناوال هاید و تلر کار کرد.